# Тік-так, бум!
«Тік-так, бум!» (англ. Tick, Tick... Boom! — художній фільм знятий Лін-Мануелем Мірандою (його повнометражний режисерський дебют) за сценарієм Стівена Левенсона, заснованому на однойменному мюзиклі Джонатана Ларсона. У фільмі знімалися Ендрю Гарфілд, Олександра Шіпп та Ванесса Гадженс.
Світова прем'єра фільму відбулася на фестивалі Американського інституту кіномистецтва 10 листопада 2021 року. Фільм отримав позитивні відгуки критиків, гра Гарфілда здобула загальне визнання.

## Сюжет
1992 рік. Джонатан Ларсон виконує свій рок-монолог «Тік-так, бум!» перед аудиторією Нью-Йоркської театральної студії за підтримки своїх друзів Роджера та Кареси Джонсон. Він починає розповідати про тиждень, що передує його 30-річчю, та про своє бажання стати успішним композитором музичного театру («30/90»).
1990 рік. Джонатан поєднує роботу в закусочній Moondance з підготовкою до семінару в Playwrights Horizons свого мюзиклу Superbia, над яким він працює вже вісім років. Він влаштовує вдома вечірку з друзями, включаючи свого колишнього сусіда по кімнаті Майкла, який залишив акторство заради реклами, свою дівчину Сьюзан, танцівницю, яка стала вчителькою, та офіціантів Фредді та Керолін. Пізніше, залишившись віч-на-віч, Сьюзан розповідає Джонатану про роботу викладача в театрі Jacob's Pillow і просить його теж приїхати.
Джонатан відвідує Майкла в його новій квартирі у Верхньому Іст-Сайді, відзначаючи його фінансовий успіх і вищий рівень життя, порівняно з їхньою старою квартирою. Айра Вайцман, керівник програми музичного театру Playwrights Horizons, просить Джонатана написати нову пісню для мюзиклу «Superbia». Це турбує його, оскільки його кумир, Стівен Сондхайм, сказав йому те саме на семінарі ASCAP кілька років тому, але він не може нічого придумати, а у нього є лише один тиждень.

## У ролях
- Ендрю Гарфілд — Джонатан Ларсон
- Александра Шипп — Сьюзен Вілсон
- Робін де Хесус — Майкл
- Джошуа Генрі — Роджер
- Ванесса Гадженс — Каресса Джонсон
- Джонатан Марк Шерман — Айра Вайцман
- Ем Джей Родрігес — Керолін

## Виробництво
У липні 2018 року стало відомо, що Лін-Мануель Міранда дебютує як режисер адаптації відомого мюзиклу.
У червні 2019 року Netflix набув прав на поширення фільму. Ендрю Гарфілд отримав головну роль. У листопаді до акторського складу увійшли Олександра Шіпп, Ванесса Хадженс.
Зйомки почалися в березні 2020, але виробництво було зупинено до квітня 2020 через пандемію COVID-19. Виробництво відновилося в жовтні 2020 і завершилося в листопаді 2020.

## Реліз
Світова прем'єра фільму відбулася на фестивалі Американського інституту кіномистецтва 10 листопада 2021, а його прем'єра в Нью-Йорку відбулася в Театрі Шенфельда. 12 листопада 2021 фільм вийшов в обмежений прокат, а 19 листопада 2021 став доступний на Netflix.

## Сприйняття
На сайті Rotten Tomatoes фільм має рейтинг 88 % заснований на 128 відгуках, із середньою оцінкою 7.6/10. Консенсус критиків свідчить: «Фільм створює музичне чаклунство з історії, присвяченої творчому процесу — вражаючий подвиг для режисера-початківця Лін-Мануеля Міранди». На Metacritic середньозважена оцінка становить 75 зі 100 на основі 33 рецензій.